# Тиндинци
Тиндинци (рус. Тиндинцы, Тиндалы, Идери, Идарии, Идарал, енгл. Tindis) су нахско-дагестански народ који живи у сјеверним државама, а највећи број њих тренутно живи у Севернокавкаском федералном округу, у републици Дагестан, која је иначе највећа руска република на сјеверном Кавказу.

## Подручје и језик
Тиндинци су бројчано мали народ који живе у планинским областима северозападног дела јужног Дагестана. Они насељавају пет села на средњим крајевима реке Анди-Којсу и просторе сусједних планина. Села се зову Тинди (домородачки назив: Идари или Иди), Ангида (Ангиа), Акнада (Агјиначи), Ечеда (Ечеи) и Тиси (Иси или Милчи). Регионална клима је позната по великој количини падавина. Наиме, овај регион добија највише падавина у цијелом Дагестану. Сусједи Тиндинцима су народи: на северу, Багулали, на сјевероистоку, Ахвахци, на истоку, Авари, на југу и западу, Хваршини и на сјеверозападу, Чамалали.
Име у међународној употреби произашло је од имена једног од њихових највећих села, Идари које Авари називају Тинди. У руској књижевности, Тиндинци се такође зову „Тиндали”. Језик Тиндинаца припада андијској подгрупи северозападне (аваро-андо-дидојске) групе дагестанских језика. Уско је повезан са језицима Чамалала и Багулала. Могу се разликовати два дијалекта, тиндински (рус. собственно тиндинский) и акнадско-ангидски (рус. акнадско-ангидский). Не постоји писани језик, већ се користи аварски. Језик Тиндинаца је слабо истражен. У другој половини 19. вијека, истраживања су спроводили Р. Еркерт и А. Дир, а у току совјетског периода Т. Гудава.

## Становништво
Као и код других мањих народа дагестанског региона, постоје слаби или скоро никакви подаци о кретању броја становника. Попис из 1926. године био је једини који је Тиндинце регистровао као посебан народ. У каснијим пописима, они су пописивани као Авари. Подаци од 1950. до 1960. године, су како наглашавају истраживачи, приближни стварном броју.
Антрополошки Тиндинци припадају кавкаском типу балканско-кавкаске расе, са неколико карактеристика типичних за каспијски тип (релативно тамна пигментација и мала величина лобање).
| Година | Број становништва    |
| ------ | -------------------- |
| 1926.  | 3 812                |
| 1958.  | 5 000 (Ј. Дешеријев) |
| 1967.  | 5 000 (Е. Бокарев)   |

## Религија
Тиндинци су муслимани (сунити). Ислам се почео ширити кроз подручја која сада припадају јужном Дагестану након арапских освајања у 8. вијеку. Тиндинци су такође, као и остали народи Дагестана, имали контакт са хришћанством. Од 9. до 13. вијека, посебан феномен је представљала, истовремена инфилтрација обје религије. Ислам је напредовао са југа, а хришћанство, активно подржано од стране Грузије, са запада. Одлучујући фактор у корист ислама је био војни поход Тимура из 14. вијека, након кога је ислам остао једина религија на овим подручјима. Ширење хришћанства међу Тиндинцима обиљежено је хришћанском гробницом из 9. вијека у селу Тинди и грузијским именима које Тиндинци још увек имају.

## Култура
Интелектуална и материјална култура Тиндинаца је слична аварској. Неколико локалних особина су различите, и то се огледа на примјер у начину ношења одјеће.

## Историја
Историја Тиндинаца, као и многих народа планинског дела Дагестана, скоро је идентична историји Авара.
Међу истраживачима постоји спор о питању етногенезе Тиндинаца. Теорија која је била најзаступљенија је та да су Тиндинци еволуирали из протоаварских племена. Дуготрајна природна изолација се сматра главним разлогом за било какве језичке разлике. Међутим, између андо-дидојских народа развио се савршено функционалан економски систем. Тиндинци су изоловани од спољног света, али не и од окружења. Данас преовладавају теорије према којима су ендогамија или полиструктурни политички систем главни разлог за њихову појаву.
Класични аутори били су свјесни Аварије као независне регије (под именом Серир). Око 4. или 5. вијека, најкасније, тамо су настањена протоаварска племена. Од 8. вијека, Аварија је била у сфери интересовања страних сила (Арапи у 8. и 9. вијеку, Монголи-Татари у 13. и 14. вијеку, Персијанци и Турци у периоду од 15. до 18. вијека и од 19. вијека, Руси). Као и остали мањи народи у 16. - 17. вијеку, Тиндинци су створили посебну политичку јединицу, „слободну заједницу”, која је само номинално била зависна од Аварије. Дагестан је 1806. године инкорпориран у Русију. Међутим, централна администрација није консолидовала своју власт све до 1870. година.

## Економија
Привреда Тиндинаца је увијек зависила од животне средине, а животна средина најбоље одговара развоју сезонског сточарства. Овце и козе су највише узгајане, а говеда су коришћена као радна стока за орање. Узгајање животиња на високим планинским ливадама током љета захтјевало је изградњу малих села на великим надморским висинама. Ова мала села су постојала искључиво због стоке, а административно и политички нису постојали. Та села су представљала дијелове постојећих села и њехових заједница. Са почетком зиме, радно оптерећење мушкараца је знатно смањено, а многи су користили прилику да путују у потрази за послом.
Напредак у привреди и животном стандарду направљен је у последњој четвртини 19. вијека, када је Дагестан био инкорпориран у Русију и када су почели да се развијају робно-новчани односи.

### Период русификације
Најизразитија промена начина живота Тиндинаца десила се након успостављања совјетске власти у Дагестану 1920. године. Тиндинско друштво је од тог периода напредовало изван примитивног система клана. Да би испунила своје циљеве, централна администрација је покренула двоструку кампању: колективизацију у комбинацији са културном револуцијом. Културна револуција, која је започела крајем двадесетих година 20. вијека са укидањем неписмености и регулисањем образовног система, имала је већи утицај на животе Тиндинаца. За школовање, у првих пет година кориштен је аварски језик, а касније руски језик. Резултати ове политике су постали потпуно очигледни. Антагонизам између старијих и млађих генерација је једна јака карактеристика. Међу млађом генерацијом старе обичаје потискују нове совјетске традиције, и то постаје израженије из године у годину, а традиционалне прославе и обичаји (нпр. Венчања) су изгубили своје значење.
Још далекосежније промјене су се одвијале у материјалној култури Тиндинаца, гдје сада традиционалну замењује европска урбана култура (одјећа, намештај, зграде, храна итд.).
Промјене у начину живота Тиндинаца неминовно утичу на употребу матерњег језика. Узимајући у обзир двојезичност народа у подручју Дагестана и губитак територијалне изолације, Тиндинци су у опасности од асимилације од стране Авара. Поред тога, националном идентитету се појављује још једна пријетња, а то су сталне миграције у равнице, гдје се налазе у аварском или руском окружењу.